# Кажуколовас, Кипрас
Кипрас Кажуколовас (лит. Kipras Kažukolovas; род. 20 ноября 2000, Куршенай, Шяуляйский уезд) — литовский футболист, защитник казахстанского клуба «Астана» и сборной Литвы.

## Карьера
Профессиональную карьеру начал в 2021 году в составе клуба «Жальгирис». 28 ноября 2021 года в матче против клуба «Джюгас» дебютировал в чемпионете Литвы.
В 2024 году подписал контракт с казахстанским клубом «Астана».

## Карьера в сборной
24 марта 2023 года дебютировал за сборную Литвы в матче против сборной Сербии (0:2).

## Достижения
«Жальгирис»
- Чемпион Литвы (2): 2021, 2022
- Серебряный призёр чемпионата Литвы: 2023
- Обладатель кубка Литвы: 2022
- Обладатель суперкубка Литвы: 2023

## Клубная статистика
| Игровая карьера | Игровая карьера | Игровая карьера | Лига | Лига | Кубок | Кубок | Межд. | Межд. | СК | СК |
| --------------- | --------------- | --------------- | ---- | ---- | ----- | ----- | ----- | ----- | -- | -- |
| 2021            | Жальгирис       | А               | 1    | 0    | —     | —     | —     | —     | —  | —  |
| 2022            | Жальгирис       | А               | 15   | 3    | 2     | 0     | 5     | 0     | —  | —  |
| 2023            | Жальгирис       | А               | 33   | 1    | 2     | 0     | 1     | 0     | 1  | 0  |
| 2024            | Астана          | А               | 16   | 1    | 5     | 0     | 7     | 1     | —  | —  |